# Battle Hymns
A Battle Hymns a Manowar zenekar 1982-es bemutatkozó albuma.

## Számlista
1. Death Tone – 4:48
2. Metal Daze – 4:18
3. Fast Taker – 3:56
4. Shell Shock – 4:04
5. Manowar – 3:35
6. Dark Avenger – 6:20
7. William's Tale – 1:52
8. Battle Hymn – 6:55

## Közreműködő zenészek
- Joey DeMaio - basszusgitár
- Eric Adams - ének
- Donnie Hamzik - dob
- Ross the Boss - gitár

## A számokról bővebben
Az első szám egy tipikus a motorozásról és lázadásról szóló nyitódal. A Metal Daze már egy heavy metal himnusznak is elmenő tétel, majd a Fast Taker ismét egy gyorsabb szám, amely főleg egy családban felmerülő problémákról szól (problémás anya, ittas apa...). Ez után a Shell Shock szám már a hadseregbe való bevonulásról szól. Az ötödik szám, egyben a koncertnyitó dal is, a zenekar egyik első Himnusza. A Dark Avenger szám érdekessége, hogy Orson Welles narrációja szerepel benne. A William's Tale szám bemutatja Joey DeMaio gitártudását, majd az epikus zárótétel a Battle Hymn következik, amely a mai napig a zenekar egyik legerősebb dala.